# Peinture vénézuélienne
 (janvier 2013).

## Les principales œuvres de peinture et d'art contemporain du Venezuela
- Juan Lovera : "Autoportrait" et "La Divina Pastora"
- Martín Tovar y Tovar : "Héros de l'Indépendance" et la "Bataille d'Ayacucho"
- Antonio Herrera Toro : "El Baptême de Christe" et "Asunción"
- Cristóbal Rojas : "Le Purgatoire" et "Le Mendiant"

## Les Musées d'Art les plus importants du Venezuela
- La Galerie d'Art National. Située à Caracas, elle dispose de la plus complète collection de peinture du XIXe siècle de tout le pays. Il est possible d'y apprécier des toiles telles que Miranda à la Carraca d'Arturo Michelena, ainsi que d'autres œuvres de maîtres de la peinture académique et des artistes voyageurs du XIXe.

Avenue Mexico entre les stations Bellas Artes et Parque Carabobo. La Candelaria, Caracas.
- Musée de Beaux Arts. Inauguré à Caracas le 20 février 1938, il dispose d'une collection permanente dont les pièces ont été classées de la manière suivante : Art européen médiéval et moderne, Art contemporain européen et nord-américain, Cubisme et tendances similaires, Art latino-américain (peinture et sculpture), Dessins et Estampes, Céramique et Art égyptien.

- Musée d'art contemporain de Caracas (MACC). C'est l'un des principaux musées du Venezuela, il a ouvert ses portes le 20 février 1974. Depuis, il a présenté des expositions temporaires d'artistes plastiques nationaux et internationaux de tous les genres : peinture, sculpture, dessin, cinéma, vidéo et photographie. Il s'agit d'un bâtiment qui abrite des pièces de la plus haute qualité, distribué es entre les dix-sept salles situées à Parque Central, près du Théâtre Teresa Carreño. Il dispose, en outre, d'un cabinet en papier, une bibliothèque très complète spécialisée en art, un atelier de créativité, une place couverte, salle multimédia, une galerie et un spectaculaire jardin de sculptures.

Son patrimoine est constitué de plus de 3 000 œuvres d'artistes mondialement connus. Parmi les plus importants il y a « l'Odalisque en pantalon rouge » d'Henri Matisse ; « Leçon de ski » de Joan Miró « Portrait de Dora Maar » de Pablo Picasso et « Le Carnaval Nocturne » de Marc Chagall. Le musée compte également des œuvres de nombreux autres artistes, tels que : Reverón, Jean Arp, Victor Vasarely, Riverse, Auguste Rodin, Magdalena Abakanowicz, Jacobo Borges et Fernando Botero. 
- Musée d'Art Contemporain Jesús-Rafael Soto. Un musée vraiment d'avant-garde et de niveau international. Cet espace est le résultat de la volonté de l'artiste vénézuélien de promouvoir l'art et la culture dans son pays et ville natale.

C'est l'architecte Carlos Raúl Villanueva qui a conçu le musée. Il montre à travers cette construction son habileté créatrice capable d'intégrer le design architectural avec la peinture, la sculpture, le paysage et l'homme. Le musée expose d'importantes œuvres de la collection personnelle du maître Soto, créés pendant les années 1950 et 1960 lors de son séjour en Europe. 
- Musée d'Art Contemporain de Zulia (Maczul). Il a été inauguré le 24 octobre 1998 et sa collection permanente est constituée d’œuvres des plus diverses genres expressifs créés par des artistes de première ligne.

## Peintres Venezueliens

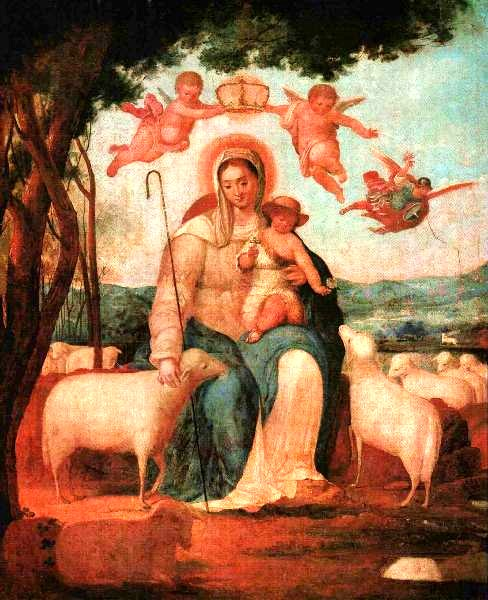
La Divina Pastora, Juan Lovera, Galería de Arte Nacional.
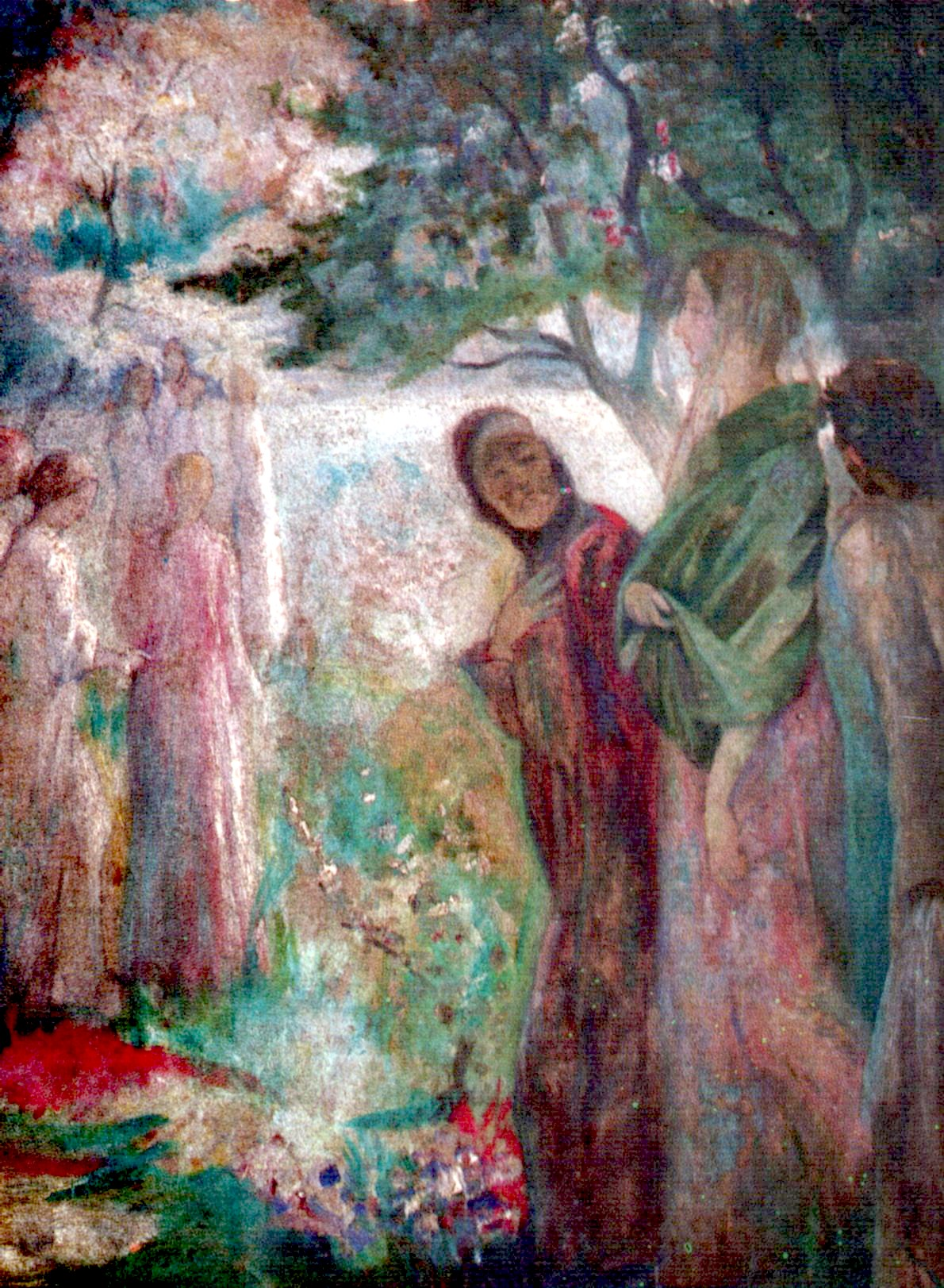
Estudio para Dante y Beatriz. 1889, Cristóbal Rojas, Coleccion de la Galería de Arte Nacional, Caracas - Venezuela.
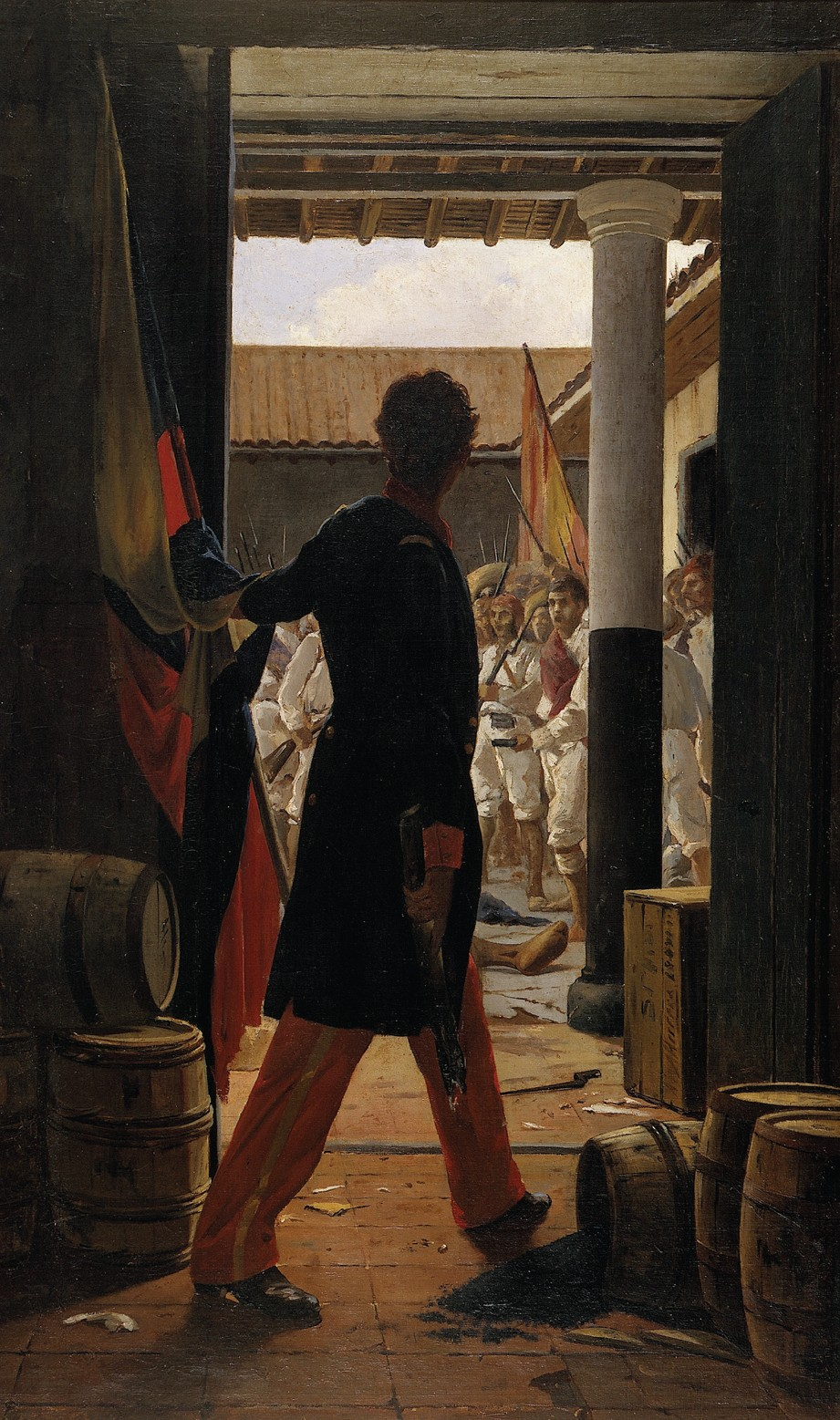
Antonio Herrera Toro: Ricauter en San Mateo, 1898, Antonio Herrera Toro, Galería de Arte Nacional. Caracas - Venezuela.
Ricardo Acevedo Bernal, autoportrait, 1917.
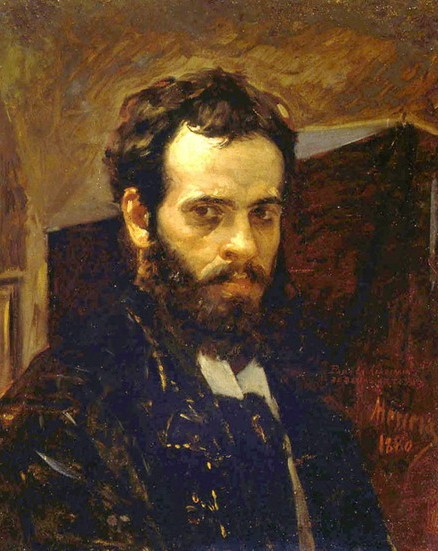
Antonio Herrera Toro, autoportrait 1880.

- Juan Lovera
- Cristóbal Rojas
- Antonio Herrera Toro (1857 - 1914)
- Ricardo Acevedo Bernal
- Jacobo Borges
- Juan Calzadilla
- Carlos Cruz-Díez 1923 - 2019)
- Milton Becerra
- Benny Arte
- Juan Rodriguez (peintre)
- Wilmer Herrison
- Arturo Michelena
- Alejandro Otero
- Héctor Poleo
- Armando Reverón
- Cristóbal Rojas
- Tito Salas
- José Ramon Sanchez
- Martín Tovar y Tovar
- Oswaldo Vigas